# Hugh May

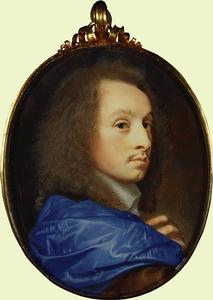
Hugh May

Hugh May (1621 - 1684) foi um arquitecto inglês que trabalhou no periodo entre a primeira introdução do Palladianismo na Inglaterra por Inigo Jones e o completo florescimento do Barroco inglês sob John Vanbrugh e Nicholas Hawksmoor. O seu trabalho foi influenciado tanto pelo Palladianismo como pela arquitectura alemã.